# Plainview, Texas

Plainviews läge i Texas.

Plainview är en stad i Hale County i delstaten Texas, USA som ligger på högslätten Llano Estacado. Staden hade en befolkning på 22 336 år 2000. Den har enligt United States Census Bureau en area på totalt 35,97 km², allt är land. Plainview är administrativ huvudort (county seat) i Hale County.